# Unelcus lineatus
Unelcus lineatus là một loài bọ cánh cứng trong họ Cerambycidae.